# Helena Mercier
Helena Mercier, född 17 oktober 1839 i Amsterdam, död där 1 februari 1910, var en nederländsk feminist och socialreformator.
Mercier var född i en förmögen familj i Amsterdam. Hon skötte sin far under hans långvariga sjukdom 1854-1861, och efter att hon avbrutit sin utbildning till lärare av hälsoskäl försörjdes hon av sina bröder. 
Mercier mötte 1870 Willem Doorenbos, som gjorde henne intresserad av kvinnors rättigheter. Efter detta gjorde hon sig känd för sina artiklar till förmån för kvinnors rättigheter, främst rätten till fler yrken och försörjningsmöjligheter. Hon grundade 1877 en högskola för kvinnor. Mercier ansåg dock att yrken var något som främst angick ogifta kvinnor, och att rösträtt endast skulle få utövas av politiskt medvetna kvinnor, samt att universitetsutbildning med män samt i vissa ämnen egentligen inte var lämpligt för kvinnor. Hon var inte engagerad i någon kvinnoorganisation, utan föredrog att arbeta ensam.
Mercier var också aktiv inom socialarbete. Åren 1887-1899 drev hon de första soppköken i Nederländerna, och hennes artiklar om undermåliga bostäder fäste allmänhetens intresse på de fattigas levnadstandard och lyfte upp frågan på politikers dagordning.